# Färgelanda
Färgelanda er et byområde i Färgelanda kommun i Västra Götalands län i Sverige. I 2010 var indbyggertallet 1.894.